# Trolösa
Trolösa är en svensk dramafilm från 2000, i regi av Liv Ullmann och med manus av Ingmar Bergman.

## Handling
En kärleksaffär leder till skilsmässa och vårdnadstvist om ett barn. Den åldrade Bergman sitter och skriver i sitt hus vid havet och börjar minnas en plågsam händelse ur sitt förflutna. Där inleder han (David) en kärleksaffär med hustrun (Marianne) till en vän (dirigenten Markus). Han reser med Marianne i smyg till Paris, och de sedermera blir avslöjade. Detta får allvarliga och plågsamma konsekvenser för alla inblandade.

## Om filmen
Detta är den andra produktionen – efter TV-serien Enskilda samtal (1996) – som regisserades av Bergmans förra livskamrat och skådespelerska Liv Ullmann. Filmen hade biopremiär den 15 september 2000 och är tillåten från 11 år. Den har även visats i SVT, bland annat 2014, 2018 och i juni 2020.
Filmcensuren i de länder som visat filmen skiljer kraftigt i sina bedömningar; i Danmark är åldersgränsen 7 år, medan den i Chile är 18 år. Censuren har även påverkat filmens längd; i USA är den endast 142 minuter av originalets 154 minuter.

## Rollista
- Lena Endre – Marianne
- Erland Josephson – Bergman
- Krister Henriksson – David
- Thomas Hanzon – Markus
- Michelle Gylemo – Isabelle, 9 år
- Juni Dahr – Margareta
- Philip Zandén – Martin Goldman
- Thérèse Brunnander – Petra Holst
- Marie Richardson – Anna Berg
- Stina Ekblad – Eva
- Johan Rabaeus – Johan
- Jan-Olof Strandberg – Axel
- Björn Granath – Gustav
- Gertrud Stenung – Martha

## Utmärkelser
- 2000 – Flanderns internationella filmfestival – Specialomnämnande, Liv Ullmann
- 2000 – Nordiska filmdagarna Lübeck – Baltic Film Prize for a Nordic Feature Film, Liv Ullmann
- 2000 – Norska internationella filmfestivalen – Andreaspriset, Liv Ullmann
- 2001 – Guldbagge – Bästa kvinnliga huvudroll, Lena Endre
- 2001 – Sant Jordipriset – Bästa utländska kvinnliga skådespelare, Lena Endre
- 2001 – Uruguays internationella filmfestival – Kritikernas pris speciellt omnämnande, Liv Ullmann